# Hankavan
Hankavan (in armeno Հանքավան?, in passato Berzen e Novomikhayelovka) è un comune dell'Armenia di 135 abitanti (2009) della provincia di Kotayk'.